# عمر بشير
عمر بشير هو موسيقي عراقي، ولد في 1 مايو 1970 في بودابست في المجر.

## وصلات خارجية
- عمر بشير على موقع IMDb (الإنجليزية)
- عمر بشير على موقع ميوزك برينز (الإنجليزية)
- عمر بشير على موقع ديسكوغز (الإنجليزية)